# ليه دوغلاس
ليه دوغلاس هو لاعب هوكي الجليد كندي، ولد في 5 ديسمبر 1918 في بيرث ‏ في كندا، وتوفي في 21 أكتوبر 2002.

## وصلات خارجية
- ليه دوغلاس على موقع دوري الهوكي الوطني (الإنجليزية)
- ليه دوغلاس على موقع EliteProspects.com (الإنجليزية)
- ليه دوغلاس على موقع HockeyDB.com (الإنجليزية)
- ليه دوغلاس على موقع Hockey-Reference.com (الإنجليزية)